# Klitschko
Klitschko è un film documentario tedesco del 2011 diretto da Sebastian Dehnhardt e ispirato alla vita dei due fratelli pugili ucraini Vitalij Klyčko e Volodymyr Klyčko. Il film è stato distribuito nelle sale italiane il 12 giugno 2012.